# Tren al Sur
"Tren al Sur" (trem ao sul) é uma canção do grupo de new wave chileno Los Prisioneros, gravada em seu quarto álbum Corazones.
Esta canção é considerada uma das canções as mais famosas e emblemáticas do grupo musical, e é uma das canções mais importantes do latin rock dos anos 90.